# Castello di Sars-la-Bruyère

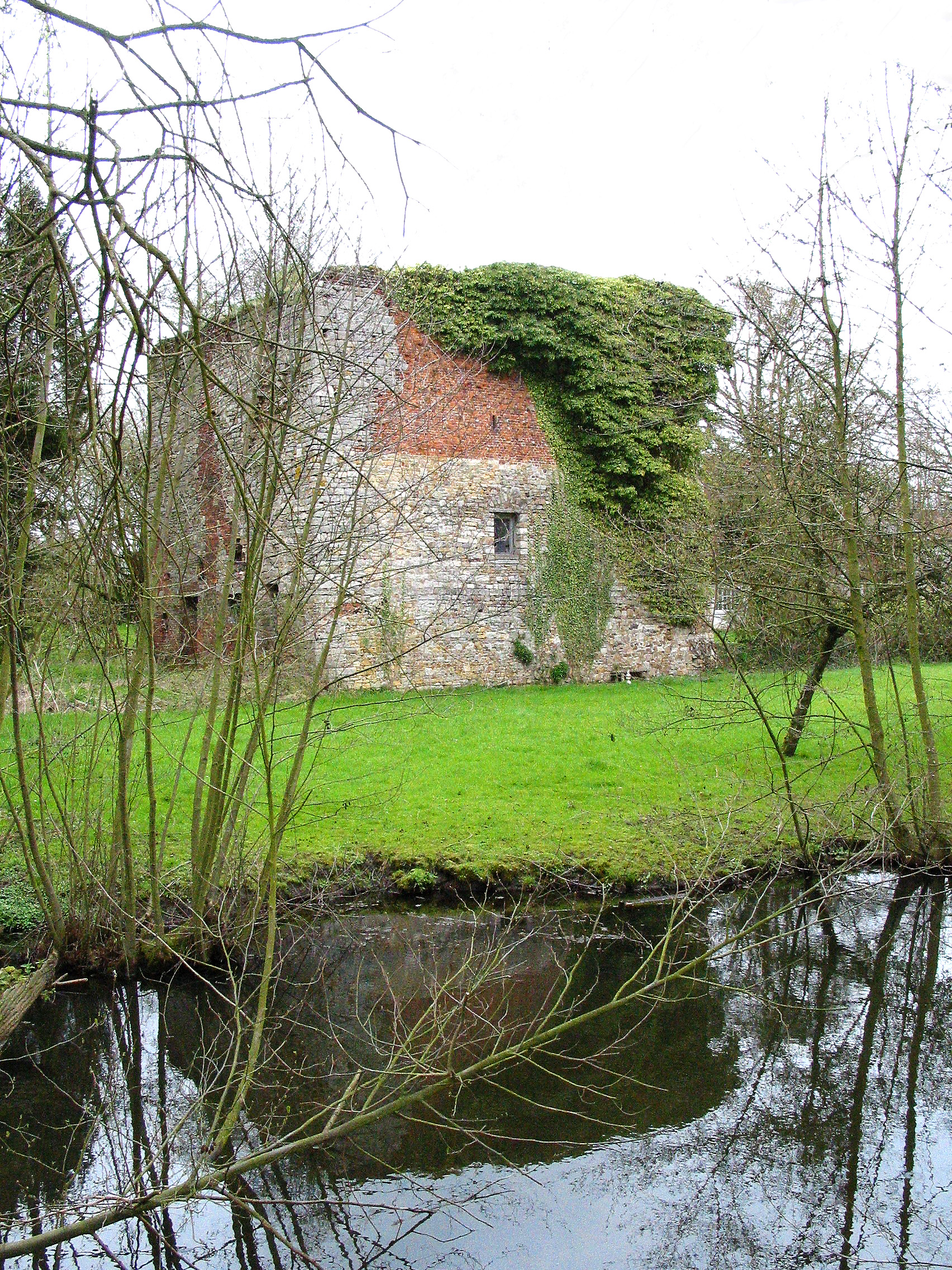
il dongione

Il castello dei Sars-la-Bruyère è una rocca risalente al XVIII-XIX secolo situata a Sars-la-Bruyère, frazione di Frameries, nella provincia dell'Hainaut, Vallonia, Belgio. L'area del castello contiene anche un antico dongione, esempio di arte romanica, risalente al XIII secolo. Tutto il sito è classificato come importante per il patrimonio culturale della Vallonia dal 1972.